# Plaça del Mont Herzl
La Plaça del Mont Herzl és la plaça cerimonial central del Mont Herzl de Jerusalem. La plaça es fa servir per a la cerimònia d'obertura del Dia de la Independència d'Israel cada any. A la banda nord de la plaça hi ha el sepulcre de Theodor Herzl, el fundador de la moderna política sionista. La plaça es troba en el punt més alt de la Muntanya Herzl en el centre del cementiri nacional. El 18 d'abril de 2012, durant els assajos per a la cerimònia del Dia de la Independència, un pal de llum elèctrica va caure, i va matar un soldat i en va ferir set més. El soldat va ser enterrat al cementiri militar proper.

## Galeria

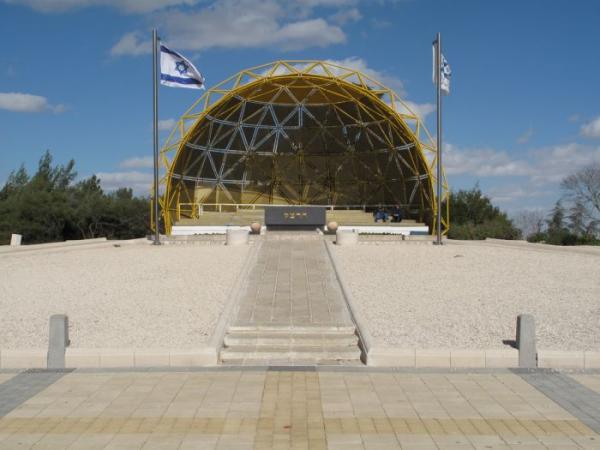
La tomba de Herzl en el costat nord
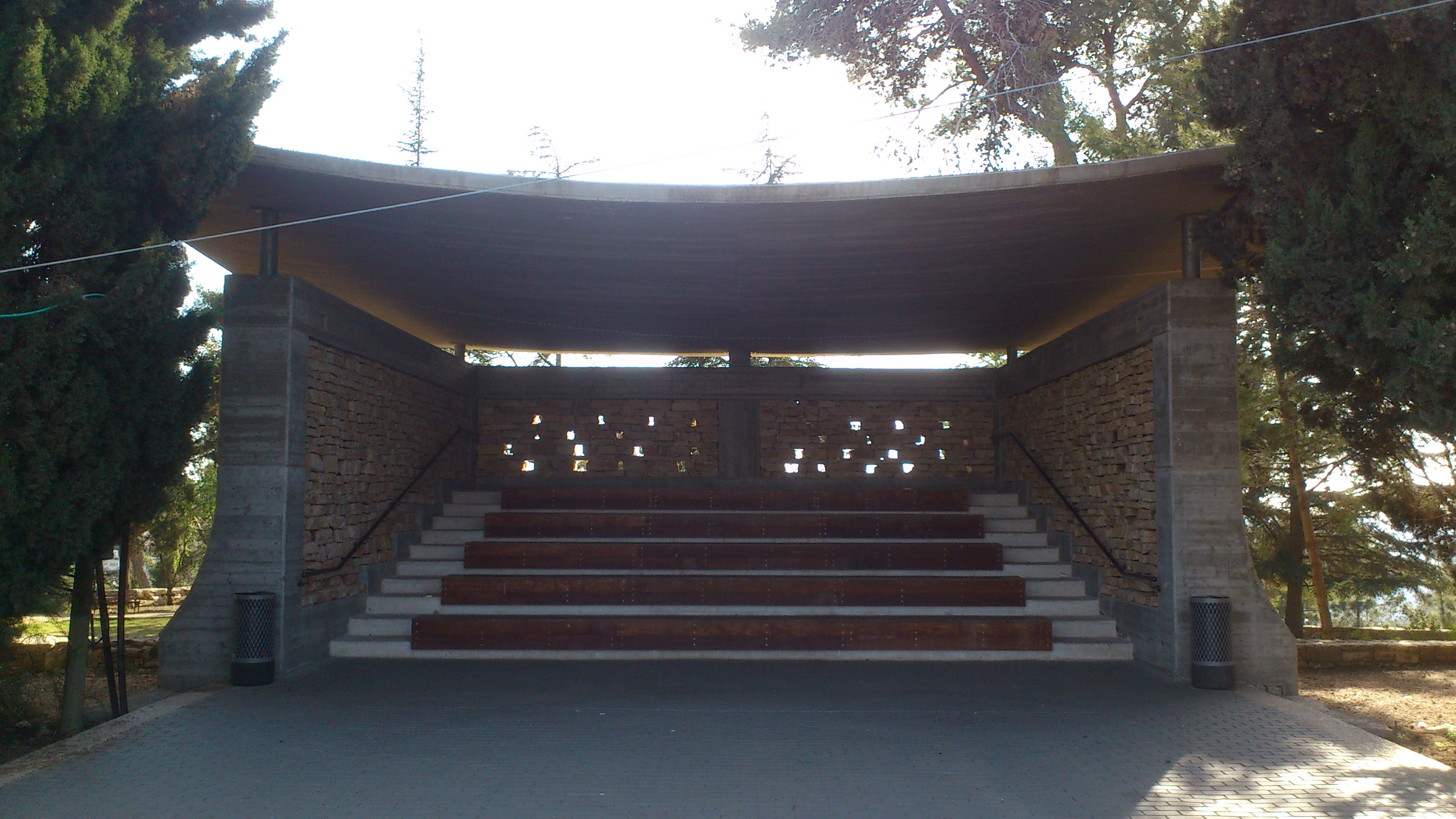
un cobert de veure a la plaça al costat sud